# 닷지
닷지(영어: Dodge 도지[*])는 미국 크라이슬러 산하의 자동차 브랜드이며, 승용차, 픽업 트럭, 미니밴, SUV 등을 제작, 판매하고 있다.

## 역사[1]
미국 미시간주에서 작은 대장간을 운영하던 영국 이민자 부모의 아들로 태어난 존 닷지(John Dodge, 1864년~1920년)와 호러스 닷지(Horace Dodge, 1868년~1920년) 형제가 디트로이트에서 자전거 공장을 운영해 큰 성공을 거두면서 역사가 시작되었다.
미국 최초의 자동차 회사였던 올즈모빌에 변속기를 공급하고, 포드에 엔진을 제작하여 공급하면서 자동차 부품업체로 발전하게 된다. 이후 포드 모델 T를 만드는 과정에서 헨리 포드와의 의견 차이로 닷지 형제는 포드와 결별하였으나, 포드의 주요 부품을 공급하면서 터득한 자동차 제작 기술을 바탕으로 1914년 닷지 브라더스 사(Dodge Brothers Ltd.)를 설립하고 1호차 올드 베시를 내놓았다. 닷지 1호차는 포드 모델 T보다 가격이 100달러 비쌌지만 당시 차체 재료로 많이 사용하던 목재 대신 철재로 차체를 제작하여 튼튼하였고, 성능이 포드 모델 T보다 우수했으며, 다양한 차체 색상을 선택할 수 있어 선풍적인 인기를 끌었다.
전기 헤드램프, 도어 잠금장치, 스톱램프 등 현재의 자동차에 보편화되어 있는 다양한 신기술과, 최초로 성능 시험장을 갖추어 주행성능 시험을 거쳐 시판하는 등 앞선 기술력을 바탕으로 닷지는 1920년 미국을 대표하는 자동차 회사로 거듭났다.
그러나 1920년 닷지 형제가 폐렴으로 세상을 떠나면서 어려움을 겪기 시작했고, 결국 1929년 당시 미국 자동차업계의 신흥 강자로 부상한 크라이슬러에 인수되어 크라이슬러 산하의 브랜드가 되었다.
크라이슬러에 합병된 후 닷지는 픽업트럭 분야에서 아성을 구축했고, 미국인들이 가장 선호하는 브랜드가 되었다. 1989년 닷지는 스포츠카 바이퍼를 발표하면서 유럽 슈퍼카와 어깨를 나란히 하는 브랜드가 되었다.
크라이슬러의 회장이었던 월터 크라이슬러는 생전에 "닷지를 인수한 것이 가장 현명한 결정"이었다고 회고할 만큼, 크라이슬러 내부에서 닷지의 비중은 컸다. 1984년 닷지는 캐러밴을 발표하여 '미니밴'이라는 새로운 시장을 창출하면서 크라이슬러의 성장과 부활에 크게 기여하였다.
2009년 크라이슬러는 닷지 디비전을 기존의 닷지와 픽업트럭 부문의 램 디비전으로 분리하였다.
대한민국에는 네온이나 캐러밴 등 몇몇 모델들을 크라이슬러 브랜드로 판매했으며, 2003년에 닷지 브랜드를 도입해 다코타, 니트로, 캘리버, 듀랑고 등을 수입하여 판매했다. 특히 다코타는 대한민국 최초로 정식 수입·판매한 픽업 트럭으로 기록됐다. 하지만 판매 부진으로 해당 차량들의 수입이 전면 중단되고, 도입 9년 만인 2012년에 철수하였다. 다코타의 판매 중단 후 대한민국 시장에서는 2019년 8월에 한국GM을 통해 쉐보레 콜로라도가 출시되기 전까지 미국산 가솔린 엔진 장착 픽업트럭의 자리가 비어 있었으며, 크라이슬러는 2020년 9월 2일에 랭글러 기반의 픽업트럭인 지프 글래디에이터를 출시하며 대한민국 시장에서 픽업트럭 판매를 재개했다.
2022년 현재 미국내에서 DODGE 캐주얼 브랜드로써도 활약중이며, 일본 중국 브라질등에 진출한 바 있다.

## 모델
- 어벤저
- 그랜드 캐러밴
- 니트로
- 듀랑고
- 캘리버
- 차저
- 챌린저
- 바이퍼
- 다코타
- 램 픽업
- 다트
- 매그넘

## 같이 보기
- 크라이슬러
- 지프
- 닷지 니트로
- 닷지 다코타